# Puerto Raúl Marín Balmaceda
Puerto Raúl Marín Balmaceda es una localidad de la zona austral de Chile, ubicada en la comuna de Cisnes, Región de Aysén. Está emplazada en la isla Los Leones en el delta del río Palena, en el sureste del golfo de Corcovado, y es la más antigua de la Patagonia aysenina. Según el censo de 2017, tiene una población de 239 habitantes.

## Historia
En 1888 una veintena de familias chilotas llegó hasta la desembocadura del río Palena para instalarse en la isla Los Leones, por lo que en enero de 1889 el gobierno de José Manuel Balmaceda creó la colonia de Palena (Bajo Palena),  dependiente de la Intendencia de Llanquihue de esa época. De esta forma, se inició el primer proceso formal de colonización de la Patagonia aysenina.
La Guerra Civil de 1891, la asunción de Jorge Montt como nuevo presidente y las posteriores negociaciones con Argentina para resolver los problemas limítrofes surgidos luego del tratado de límites de 1881 —las que concluirían recién en 1902—, como también la lejanía y aislamiento de los colonos, hicieron que en los años siguientes el Estado chileno desistiera de colonizar la zona, por lo que para 1900 la gran mayoría de los colonos se había ido y la colonia estaba prácticamente abandonada. Recién en los años 30 se volvería a colonizar el sector, que pasaría a llamarse Puerto Palena.
En 1959 se creó la comuna de Corcovado, dependiente del departamento de Palena, y Puerto Palena fue designado cabecera de la nueva comuna. Al mismo tiempo, cambió su nombre a «Puerto Raúl Marín Balmaceda», en honor al senador del mismo nombre —fallecido en 1957— y para diferenciarse del pueblo de Palena.
En 1975 Puerto Raúl Marín Balmaceda se sumó a la Región de Aysén y en 1979 se integró a la comuna de Cisnes.

## Geografía
La isla en la cual se asienta el poblado recibe el aporte de sedimentos arrastrados por el río Palena, lo que ha conformado una topografía plana así como terrenos arenosos. Puerto Raúl Marín Balmaceda está rodeado por sectores cordilleranos con grandes laderas, valles y farellones rocosos. 

## Economía
Puerto Raúl Marín Balmaceda posee como actividad económica principal la extracción de recursos del mar, tales como recursos bentónicos y pelillo, entre otros. A ello se suma un creciente desarrollo turístico vinculado a la conservación de su entorno natural, que ha favorecido el avistamiento de fauna marina, como delfines, lobos marinos y aves costeras, especialmente en el fiordo Pitipalena. El turismo ha ido ganando protagonismo en la economía local gracias a visitantes que arriban atraídos por sus extensas playas de arena blanca, bosques siempreverdes, y la posibilidad de realizar actividades como senderismo, kayak y navegación por el delta del río Palena. El comercio sigue siendo limitado, orientado principalmente al abastecimiento de la población local y visitantes ocasionales.
El poblado cuenta con una pequeña infraestructura de servicios, que incluye hosterías, hospedajes, zonas de camping, restaurantes, posta rural, destacamento de Carabineros, servicio de caja vecina, señal telefónica móvil (limitada a la compañía Entel) y un aeródromo sin vuelos comerciales regulares. Entre sus principales atractivos turísticos destacan los senderos autoguiados El Chucao y Los Arrayanes, la navegación por el fiordo Pitipalena, las excursiones hacia la cueva de la Virgen y la posibilidad de observar ballenas azules en los meses de verano. También se realizan excursiones hacia el Parque Nacional Melimoyu y visitas a la reserva privada Añihué. 

## Conectividad
Esta localidad tiene una conexión vial con la Carretera Austral a través de un camino de ripio de 73 km de extensión —el cual incluye un balseo en el río Palena— que conecta con La Junta.
También tiene conectividad marítima con Chiloé y otras localidades costeras de Aysén mediante un servicio de transbordador de la empresa Naviera Austral que realiza la ruta Quellón→Puerto Chacabuco/Puerto Chacabuco→Quellón, cuatro veces a la semana (dos por sentido).
Además cuenta con un aeródromo.

## Medios de comunicación

### Televisión

#### TDT
Canales de televisión en señal abierta digital (TVD) con dial definitiva, aunque sin iniciar las transmisiones en el sector, las cuales son:
- 7.1 - TVN
- 7.2 - NTV
- 7.31 - TVN One Seg
- 10.1 - Chilevisión
- 10.2 - UChile TV
- 10.31 - Chilevisión One Seg
- 13.1 - Canal 13 HD
- 13.2 - T13 En Vivo
- 13.31 - Canal 13 One Seg

También se encuentra asignada esta señal, pero sin embargo, es posible que el canal pueda renunciar su concesión de televisión como lo que ha ocurrido en otras localidades del país [2]
- 9.1 - Mega
- 9.2 - Mega 2
- 9.31 - Mega One Seg